# INTP

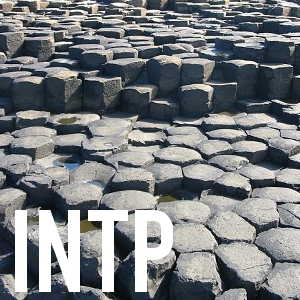
根据Myers-Briggs公司，INTP被称为“客观的分析家”（objective analyst）。

INTP是迈尔斯-布里格斯性格分类法（MBTI）中十六种人格类型之一:30-31，缩写意为内向（英語：Introversion）、直觉（英語：iNtuition）、思考（英語：Thinking）、感知（英語：Perceiving）:6，原型来自荣格类型学理论中“以思考主导的内向型”（英語：Introverts with dominant thinking），后来由迈尔斯和布里格斯完善为“以思考主导、以直觉辅助的内向型”（英語：Introverts with dominant Thinking and auxiliary Intuition）:22-23。
在凯尔西气质分类法中，INTP被称为“建筑师”（英語：Architect），属于理性主义者的四种气质之一。
综合各方统计，INTP类型约占人口的1-5%:205。

## 理论基础

### 迈尔斯-布里格斯性格分类法（MBTI）
《MBTI手冊》指出，該指標「旨在實施一種理論；因此必須理解理論才能理解MBTI」。MBTI強調天生差異的意義；其基本假設是，我們在理解自身經歷的方式上有着特定的偏好，這些偏好支撐着我們的興趣、需求、價值觀和動機。該理論的精髓是，人類的許多看似隨機變化的行為其實是相當有序而規律的，這是因為個體在「感知」和「判斷」的方式上存在根本差異。MBTI評量工具旨在幫助識別健康行為中的感知和判斷模式。
MBTI的理論基礎是瑞士精神科醫生卡爾·榮格（Carl Jung）在1921年提出的一項具影響力的理論——心理類型。榮格認為，人們使用實感、直覺、情感和思考四種主要的心理功能來體驗世界，而人在大多數時候由其中一種功能主導。綜上，榮格提出了兩對一分為二的認知功能的存在：
- 「理性」的判斷功能：思考和情感
- 「非理性」的感知功能：實感和直覺

榮格認為，對於每個人來說，每個功能都主要以內向或外向的形式表達。基於榮格的原始概念，布里格斯和邁爾斯開發了她們自己的心理類型理論，組成四個類別——外向/內向（E/I）、實感/直覺（S/N）、思考/情感（T/F）、判斷/感知（J/P）；根據MBTI的論述，每個人在每個類別中各有一個偏好的特質，形成16種獨特的類型。MBTI的16種類型由四個字母縮寫來指代，這些縮寫分別來自該類型4種偏好的英文名稱首字母，不過「Intuition」（直覺）除外，它使用縮寫「N」來將其與「Introverted」（內向）的「I」區分開來。
| MBTI的16種類型                                       |      |      |      |
| ISTJ                                                 | ISFJ | INFJ | INTJ |
| ISTP                                                 | ISFP | INFP | INTP |
| ESTP                                                 | ESFP | ENFP | ENTP |
| ESTJ                                                 | ESFJ | ENFJ | ENTJ |
| 這個類型指標由邁爾斯所創，以擴展榮格的心理類型理論。 |      |      |      |

### 凯尔西气质分类法
大衛·凱爾西（David Keirsey）在了解MBTI系統後開發了「凱爾西氣質分類法」，這四種「氣質」可追溯到古希臘的傳統。他將這些氣質映射到邁爾斯與布里格斯創建的SP、SJ、NF和NT分組，並為MBTI的16種人格類型逐個命名：
| SP組 （工匠）       | ESETIP創業者   | ISETIP手藝人 | ESEFIP表演者 | ISEFIP作詞人 |
| SJ組 （監護人）     | ESITEJ監督人   | ISITEJ調查員 | ESIFEJ供給者 | ISIFEJ保護者 |
| NF組 （理想主義者） | ENIFEJ教育家   | INIFEJ咨詢師 | ENEFIP捍衛者 | INEFIP治療師 |
| NT組 （理性主義者） | ENITEJ陸軍元帥 | INITEJ策劃人 | ENETIP發明家 | INETIP建築師 |

## 类型动力学

### 四个偏好
MBTI通過以下偏好將人們歸類：:5-7
- 能量態度（注意力方向與能量來源）：外向或內向（E/I）
- 感知功能（信息收集方式）：實感或直覺（S/N）
- 判斷功能（決策方式）：思考或情感（T/F）
- 生活態度（對待外在世界的方式）：判斷或感知（J/P）

四個字母的組合遵循E/I、S/N、T/F、J/P的順序，由此產生了16種可能的字母組合，如ESTJ、ISFP、INFJ、ENTP等16種獨特的類型:29。在MBTI的理論中，「類型」表達的信息量不只是「4個偏好」，它代表了功能（S、N、T、F）、能量態度（E、I）以及對外界的態度（J、P）之間的一組複雜的動態關係:29。根據MBTI的論述，每組二分法的兩個「偏好」類似左撇子與右撇子，人們確實會使用雙手，但通常會用喜歡的那隻手伸手，因為那樣更自然:117。更重要的是，所有偏好和類型都同樣有價值，MBTI並不顯示一個人的能力。每種人格類型都有它自己的潛在優勢，和提供機遇能讓這優勢成長的領域:52
- I——内向态度相对于外向态度（E）。偏好内向态度的人倾向通过处理内心世界和头脑中的想法、图像、记忆和反应来获取能量。他们通常偏好独立作业，或是与一两个相处舒适的人共事。他们需要时间深思，以确定接下来的行动。对他们来说，概念几乎是实实在在的东西，有时比起实物，他们更喜欢概念本身[25]。
- N——直觉功能相对于实感功能（S）。偏好直觉功能的人对外来信息的关注点侧重于印象、含义和规律。他们偏好的学习方式是思考问题，而非动手实践。他们对新事物和可能性感兴趣，因此他们更多地思考未来，而非过去。他们喜欢研究象征性事物和抽象理论，即使未知如何将其应用出来。他们对事件的记忆更多是整体印象，而不是真实发生的事实或细节[26]。
- T——思考功能相对于情感功能（F）。偏好思考功能的人倾向于通过基本真理和原则来做决定，不管实际情况如何。他们喜欢分析优缺点，并希望做出前后一致且合乎逻辑的决策。他们试图不带有任何感情，不受自己或他人的意愿影响[27]。
- P——感知态度相对于判断态度（J）。偏好感知态度的人在他们的外在生活中使用其感知功能——实感（S）或直觉（N）。他们似乎更喜欢灵活和随性的生活方式，倾向理解和适应这个世界，而不是组织它。在其他人眼中，他们对新的经验和信息保持开放态度[28]。

### 认知功能

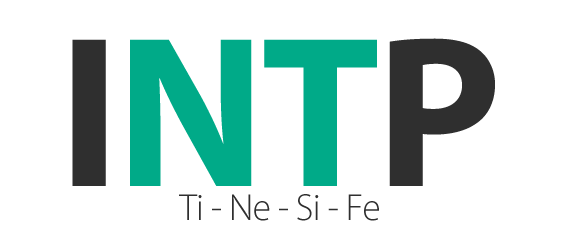
INTP类型的功能层级

根据类型动力学，MBTI四组偏好中4种功能（S、N、T、F）通过不同态度（E、I、J、P）进行组合和互动，最终形成“功能叠列”（英語：function stack），即完整的人格类型。在功能叠列中，4个功能根据它们的“意识”强度进行降序排列，依次为“主导”（英語：dominant）、“辅助”（英語：auxiliary）、“第三”（英語：tertiary）及“劣势”（英語：inferior）功能，即第一至第四功能。主导功能是人格类型的核心优势，辅助功能则相当于副驾驶，而第三与劣势功能的意识和发育都较少。
随着类型发育（英語：type development）的终身过程，个体将逐步获得对两个感知功能（S/N）及两个判断功能（T/F）的更大控制和熟练度。一般情况下，主导功能在7岁以前开始发育，辅助功能则在20岁以前开始发育，第三功能和劣势功能则分别出现于中年时期或更晚。
根据类型动力学，INTP类型的主导、辅助、第三及劣势功能（即第一至第四功能）分别为内向思考（Ti）、外向直觉（Ne）、内向实感（Si）及外向情感（Fe）。

#### 主导功能：内向思考（Ti）
内向思考（简称Ti）是偏好思考和感知类型（xxTP）的主导或辅助功能。根据《MBTI手册》第三版，Ti的定义如下：
| 通过深度思考并建立一套用于理解的逻辑系统，以追求内部思维的准确性和秩序:23。 |

根据德伦特博士（Dr. A.J. Drenth）的论述，逻辑推理是Ti使用者的天性，包含空间推理和运算推理。其次，逻辑思考是TP类型的第二天性，使他们能够独立地通过逻辑难题来推理，因此许多TP型（尤其是ITP型）的人是典型的“单干”型。综上，Ti功能被描述为“推理”。
对于INTP型的人而言，他们以主导功能Ti获得内在秩序和控制感，但这种内在自律性容易受其辅助功能Ne的影响，变得反复无常。INTP倾向于以Ti深度剖析其主观思想的源头及推理过程，而非利用客观事实和数据进行试验（Te）。相较于发现真理，INTP更容易发现逻辑上的不一致和缺陷，他们也敢于指出错误。当INTP能够结合感知功能，他们便能以试错法来逐步构建理念，但这一过程可能相当漫长。

#### 辅助功能：外向直觉（Ne）
外向直觉（简称Ne）是偏好直觉和感知类型（xNxP）的主导或辅助功能。根据《MBTI手册》第三版，Ne的定义如下：
| 将能量向外引导，以纵览新的想法、有趣的模式和未来的可能性:23。 |

根据德伦特博士（Dr. A.J. Drenth）的论述，Ne功能是发散形式的直觉，擅于生成大量想法、关联和可能性，这种发散性思维使NP类型在多个创造力指标的表现均优于其他类型。学者将Ne功能描述为“构思”，这种概念可能性的生成模式与艺术创作过程的早期阶段类似。
对于INTP型的人而言，他们使用辅助功能Ne表达的论述，表面上不像他们的内在逻辑那般连贯，而是飘忽不定。INTP使用Ne收集的远不止感官信息，他们能察觉到其他潜在的规律和可能性，喜欢通过倾听他人来获取洞见与知识，对各种观点和生活方式保持开放性，不会急于下定论。但Ne可能使INTP难以下结论和做决定，也可能影响其自我认同。

#### 第三功能：内向实感（Si）
内向实感（简称Si）是偏好实感和判断类型（xSxJ）的主导或辅助功能。根据《MBTI手册》第三版，Si的定义如下：
| 向内引导能量，并存储外部现实和内部思想经验的事实与细节:23。 |

根据德伦特博士（Dr. A.J. Drenth）的论述，Si相信它所知道的——从过去的经验中回忆起的东西，包括记忆、传统、从属关系、既定常规等方面。与其尝试新事物，Si更喜欢安全感，坚持既有的思想和行为模式，故SJ类型的人偏好熟悉的环境。此外，他们喜欢稳定性和可预测性，使他们在生活中表现得忠诚而可靠。
对于INTP型的人而言，其第三功能Si是一个保守的功能，因此INTP在物质生活上倾向极简主义，包括饮食习惯、物质消费、与身体有关的享受等。不过，如果INTP忽略了Si的发展，他们可能缺乏对内部身体感受的觉察，例如冥想、瑜伽、太极拳等，这些练习有助于控制焦虑和放松身心。

#### 劣势功能：外向情感（Fe）
外向情感（简称Fe）是偏好情感和判断类型（xxFJ）的主导或辅助功能。根据《MBTI手册》第三版，Fe的定义如下：
| 通过组织和构建环境来满足人们的需求与自己的价值观，以追求和谐:23。 |

根据德伦特博士（Dr. A.J. Drenth）的论述，Fe使用者更快地向他人寻求情感支持，因此谈论情感问题可以疗愈FJ型的人。Fe将社会规范置于自身感受之前，以确保自己融入社会环境，有助建立社会凝聚力。Fe功能擅长识别和镜射他人的情绪，又能留意并满足他人的需求，有助FJ型的人建立融洽的人际关系。学者将Fe功能描述为“联系”。
对于INTP型的人而言，劣势功能Fe使他们通常难以主动接触和控制自己的情感，在感情场合中显得笨拙和虚伪，并为此感到尴尬不适。但他们仍然有意识地减少发言，以免冒犯他人。在社交中，或许INTP能识别他人的情绪，但他们很难共情他人，因此常被评价为“外暖内冷”。在Ti与Fe的拉扯中，一贯倾向独立的INTP终究会感到孤独，从而开始发展人际关系。

#### 阴影功能
后来的人格类型研究者（特别是琳达·V·贝伦斯）在这个降序排列中添加了四个附加功能。这些功能被称为阴影（英語：Shadow）功能，因为一个人并不自然地倾向于它们，但在压力之下它们也会浮现。对INTP来说，这些阴影功能是（按次序）：
| 通过运用明晰度、目标导向和果断行动，寻求对外部环境的逻辑秩序:23。 |

| 将能量引导向内，专注于潜意识图像、关联和规律，以此形成内在视野及洞察力:23。 |

| 将能量向外引导，并通过专注于当下积累的详细而准确的感官数据，来获取信息:23。 |

| 通过对自己和他人的内在价值观及外在行为的敏感度，寻求颇具意义且复杂的内在和谐:23。 |

## 特征
根据《MBTI手册》，以下是偏好INTP类型的人可能有的天赋、特质、外在评价和潜在的成长空间:64,85-86。
《MBTI手册》对INTP类型的简述如下:64：
对任何感兴趣的事物都必须构建出逻辑上的解释。喜欢理论和抽象知识，对思想的兴致大于社交互动。安静、内敛、灵活、适应力强。在感兴趣的领域，具有非凡的专注力和深度解难能力。持怀疑精神，有时喜欢批判，常常善于分析。

### 天赋
偏好INTP类型的人是独立的解难者，擅长抽离、简洁地分析理念或情况。他们会提出难题，来挑战他人和自己，以此探索新的逻辑方法:85。
如果允许INTP类型的人独立地解决某个问题，而其解决方法又与主流观点或常识相悖，那么INTP也许能发挥出他们的最佳水平。尽管他们通常是单独工作，但他们可以凭着鞭辟入里的点评和总结，来帮助团队在复杂的问题中找出核心:85。

### 特质
属于INTP类型的人主要在内部世界使用他们的思考偏好，来寻找或建立那些用于理解和解释世界的根本原则和逻辑架构。他们几乎对所有事情都抱持怀疑态度，形成自己的观点和标准，并将这些标准严格地应用在自己身上。他们高度重视智力和才干:85。他们可能是：
- 合乎逻辑、喜欢分析、客观上批判的
- 超然物外、喜欢沉思的[2]:85

INTP型的人能洞察那些超越当下和形体的可能性和关联性。他们富有好奇心，仅出于求知的渴望而探求知识。他们热衷于将抽象事物化为理论，成为他们的讨论话题:85。INTP型的人通常是：
- 心智灵敏、富洞察力、具独创性的
- 对思想、理论和事物的运作原理有强烈的好奇心[2]:85

INTP类型的人能够迅速地看到前后矛盾（英語：inconsistencies）及不符合逻辑（英語：illogicality）的地方，并喜欢将想法拆解并重构。他们会本能地建立起复杂的理论体系，来诠释他们看到的现实。他们在例行事务上感到难以为继，但对于那些使他们感到好奇的难题，则能投入巨大的精力和专注力来研究或分析它们:85。

### 外在评价
INTP类型的人通常是安静而含蓄的，不过他们在自己熟知的领域可以很健谈。除非他们的工作需要采取行动，否则他们更有兴趣找出解决方案，而不是将解决方案实际地应用出来。他们不太喜欢组织人力或筹划场面:85。
INTP类型对各种行为都很宽容，他们只会在自己认为合理的情况下提出问题和争论。但是，一旦支配着他们的原则受到挑战，他们的灵活性就会消失，并且不再妥协。INTP型的人重视沟通的精确度，不喜欢长篇大论，或者陈述那些显而易见的事情。他们希望表达出精确的真理，但这可能使事实变得过于复杂，令他人难以理解:85。其他人通常认为INTP类型的人是：
- 安静、内敛、镇静、超然（英語：detached）的观察者
- 独立、重视自主性的[2]:85

### 潜在的成长空间
有时候，生活环境并不支持INTP类型的人发展和表现他们的直觉（N）和思考（T）偏好:85。
- 如果INTP类型没有开发其直觉功能，他们可能缺乏可靠的方式来获取信息，而是沉浸在他们的内部逻辑系统之中。结果，他们可能难以将自己的想法付诸实践，甚至很难表达出来[2]:85。
- 如果INTP类型没有开发其思考功能，他们可能跳跃地探索一个又一个洞见，却从不对这些洞见进行批判性分析，或将它们整合为统一体[2]:85。

如果INTP找不到一个可以发挥其天赋并赞赏其贡献的地方，他们通常会感到沮丧:85，并可能会：
- 变成愤世嫉俗、动辄猜疑、损人利己的批判家
- 变得讽刺、具攻击性
- 离群索居、拖延行动
- 参与口舌之争[2]:85-86

INTP类型对他们不偏好的情感（F）和实感（S）功能的关注较少，这本来是正常的:86。然而，如果他们过于忽视这些部分，他们可能会：
- 难以感知他人对信息和情感联系的需求
- 对自己或他人重视的事情嗤之以鼻，只因自己认为“不合逻辑”
- 未能考虑自己的想法或表达风格对他人的影响
- 不切实际，忘记一些细节，如适当的衣着、未付的账单、身体的需要等[2]:86

在庞大的压力下，INTP类型的人可能会向外爆发，不当地发泄他们的情感。结果，他们会大发雷霆或潸然泪下，令他人相当不安，而这对于一贯冷静而克制的INTP来说也是非常尴尬的:86。

## 统计学

### 人口分布
根据心理类型应用中心（Center for Applications of Psychological Type）按美国人口类型分布的推算数据显示，INTP类型约占人口3-5%；性别分布方面，INTP在女性人口大约占1-3%，在男性人口则约占4-7%。
不过，根据凯尔西气质分类法所指，INTP所对应的气质“建筑师”（英語：Architect）只占人口约1%:205。

### INTP之最
根据《MBTI手册》第三版的研究结果，INTP类型在美国统计中显示出以下特殊趋势:86-87：
- 最常见于因违规使用酒精和药物而被转介的大学生
- INTP男性的“钝感指数”（英語：obliviousness index）最高[iv]
- 各项应对策略（英語：coping resources）的平均水平最低（与ISTP类型并列）；其中与情绪相关的应对策略是16个类型中水平最低的
- 理想工作的最重要特征是创造性、独创性和高收入
- 对现有工作的不满程度最高（与INFP类型并列）
- 最重视“自主性、自由度、独立性”的类型；最轻视“宗教或灵性”的类型

### 注脚
1. ↑  . share.themyersbriggs.com. The Myers-Briggs Company.   [2023-06-04].
2. 1 2 3 4 5 6 7 8 9 10 11 12 13 14 15 16 17 18 19 20 21 22 23 24 25 26 27 28 29 30 31 32 33 34 35 36  Myers, Isabel; McCaulley, Mary; Quenk, Naomi; Hammer, Allen.  3rd. Consulting Psychologists Press. 1998. ISBN 978-0-89106-130-4.
3. ↑  .   [2011-02-01]. （原始内容存档于2009-05-13）.
4. 1 2  . Keirsey Temperament Assessment.   [2023-06-21]. （原始内容存档于2023-06-21） （英语）.
5. 1 2  Keirsey, David.  1st. Prometheus Nemesis Book Co. May 1, 1998 [1978]. ISBN 1-885705-02-6.
6. 1 2  .   [2011-02-02]. （原始内容存档于2017-09-11）.
7. ↑  雪力（夏瑄澧）.  初版. 三采文化股份有限公司. 2023-03-31  [2023-07-26]. ISBN 978-626-358-056-5. （原始内容存档于2023-09-29） （中文（臺灣））.
8. ↑  . TED-Ed.   [2023-07-26]. （原始内容存档于2023-09-29） （英语）.
9. ↑  Myers et al. 1998，第1頁.
10. ↑  Psychological Testing: Principles, Applications, and Issues (2009), p. 502.
11. 1 2  . www.myersbriggs.org. Myers & Briggs Foundation.   [2023-08-22]. （原始内容存档于2023-08-04） （英语）.
12. ↑  Jung, Carl Gustav. . . Princeton University Press. 1971. ISBN 978-0-691-09770-1.
13. ↑  Berens, Linda V.; Nardi, Dario. . . Telos Publications. 2004: 3  [2023-05-25]. ISBN 978-0-9664624-2-5 （英语）. According to Jung, the goal is not to use all the functions equally well but to have one that is dominant or trusted and developed most.
14. ↑  Huber, Kaufmann & Steinmann 2017，第34頁.
15. 1 2  Myers et al. 1998，第6-7頁.
16. ↑  Myers & Myers 1995，第17頁.
17. ↑  Myers et al. 1998，第29頁.
18. ↑  . www.myersbriggs.org. Myers & Briggs Foundation.   [2023-08-06]. （原始内容存档于2023-08-07）.
19. ↑  Myers et al. 1998，第23頁.
20. 1 2  . www.myersbriggs.org. The Myers & Briggs Foundation.   [2023-05-23]. （原始内容存档于2023-06-03）.
21. ↑  . www.myersbriggs.org. Myers & Briggs Foundation.   [2023-08-06]. （原始内容存档于2023-08-04） （英语）.
22. ↑  Keirsey, David.  1st. Prometheus Nemesis Book Co. May 1, 1998 [1978]. ISBN 1-885705-02-6.
23. ↑  . The Myers & Briggs Foundation.   [2023-06-02].
24. ↑  Myers, Isabel Briggs; Mary H. McCaulley.  2nd. Palo Alto, CA: Consulting Psychologist Press. 1985. ISBN 0-89106-027-8 （英语）.
25. ↑  . www.myersbriggs.org. The Myers & Briggs Foundation.   [2023-06-04]. （原始内容存档于2021-05-10）.
26. ↑  . www.myersbriggs.org. The Myers & Briggs Foundation.   [2023-06-04]. （原始内容存档于2021-05-10）.
27. ↑  . www.myersbriggs.org. The Myers & Briggs Foundation.   [2023-06-04]. （原始内容存档于2023-05-20）.
28. ↑  . www.myersbriggs.org. The Myers & Briggs Foundation.   [2023-06-04]. （原始内容存档于2023-04-11）.
29. 1 2 3  Dr. A.J. Drenth. . Personality Junkie.   [2023-06-11]. （原始内容存档于2023-03-26）.
30. 1 2  . www.myersbriggs.org. The Myers & Briggs Foundation.   [2023-06-11]. （原始内容存档于2023-05-14）.
31. ↑  . www.myersbriggs.org. The Myers & Briggs Foundation.   [2023-06-11]. （原始内容存档于2023-05-17）.
32. 1 2 3 4 5  . Personality Junkie.   [2023-06-22]. （原始内容存档于2023-06-22）.
33. 1 2 3 4 5 6 7 8 9 10 11 12 13 14 15 16 17  . Personality Junkie.   [2023-06-07].
34. ↑  .   [2011-02-02]. （原始内容存档于2011-02-08）.
35. ↑  . www.cognitiveprocesses.com. CognitiveProcesses.   [2023-06-09]. （原始内容存档于2023-03-29） （英语）.
36. ↑  .   [2011-02-02]. （原始内容存档于2009-05-13）.
37. ↑  Keirsey, David. . Del Mar, CA: Prometheus Nemesis Book Company. 1998. ISBN 978-1-885705-02-0.

## 外部連結
- MBTI Manual (3rd edition)
- Personality Junkie: INTP Personality Type Profile （页面存档备份，存于）
- Psychology Junkie: The INTP Personality Type （页面存档备份，存于）
- The Myers & Briggs Foundation: MBTI® Basics
- The Myers & Briggs Foundation: The 16 MBTI Types
- Truity: All About the INTP Personality Type （页面存档备份，存于）
- TypeLogic INTP（页面存档备份，存于）
- Description from typetango.com
- Description on keirsey.com
- Research on INTPs（页面存档备份，存于）
- INTP information and mailing list（页面存档备份，存于）
- INTP（Introverted, Intuitive, Thinking, Perceiving) Personality Type （页面存档备份，存于）